# President del Futbol Club Barcelona
El president del Futbol Club Barcelona és el màxim representant del Futbol Club Barcelona. El càrrec és actualment ocupat per Joan Laporta i Estruch (guanyador de les eleccions el 7 de març de 2021). El president és elegit per sufragi universal directe i majoria simple mitjançant eleccions en les quals tenen dret a elegir i ser elegits tots els socis i sòcies del club majors de 18 anys, amb un mínim d'un any d'antiguitat com a socis.

## Història
El Futbol Club Barcelona ha tingut 39 presidents i 4 comissions gestores al llarg de la seva història. El fundador del club, el suís Hans Gamper, no va ser, paradoxalment, el primer president: ho va ser l'anglès Walter Wild, ja que era la persona de major edat de les onze que van participar en l'assemblea fundacional del club. Joan Gamper, però, va ser posteriorment president en cinc etapes diferents del club. El president amb més anys de mandat de la història del club va ser Josep Lluís Núñez, que va ocupar el càrrec durant 22 anys, entre 1978 i 2000.
La gran majoria dels presidents que ha tingut el club (35 dels 39) han estat catalans. En els seus primers anys, el club va tenir dos presidents suïssos (Walter Wild i Hans Gamper), dos alemanys (Paul Haas i Otto Gmelin) i un anglès (Arthur Witty).
Durant la Guerra Civil el que fou president del FC Barcelona, en Josep Sunyol i Garriga, fou afusellat per part de les tropes feixistes a la Serra de Guadarrama el 6 d'agost de 1936. La seva tràgica mort quan exercia el càrrec l'ha fet passar a la història del Barça com el "president màrtir".
El 1953 va tenir lloc el primer procés electoral en la història del club. Foren unes eleccions semi-democràtiques, en les quals van poder votar tots els socis, homes, majors d'edat. No obstant això, en els següents comicis, el 1958, i durant dues dècades, l'elecció del president va quedar limitada als anomenats socis compromissaris, és a dir, un grup selecte de socis en representació de tota la massa social de l'entitat.

## Procés d'elecció
La Presidència del FC Barcelona és escollida pels seus socis. En els primers anys de vida del club, fins a la Guerra Civil del 1936, el càrrec era elegit a les assemblees de socis, generalment per consens, sense existir processos electorals.
Després del conflicte bèl·lic i durant els primers anys de la dictadura franquista, entre 1939 i 1953, el president era designat per les autoritats del règim.
Des de l'any 1978 el president és elegit per sufragi universal directe i majoria simple en una sola volta mitjançant eleccions en les quals tenen dret a elegir i ser elegits tots els socis i sòcies del club majors de 18 anys, amb un mínim d'un any d'antiguitat com a socis.

## Durada del mandat
El 2001, l'Assemblea General aprovà limitar la presidència prohibint que un president que ha romàs al càrrec dos mandats seguits es pugui presentar a un tercer consecutiu. Originàriament el mandat de president s'estenia a quatre temporades, però l'any 2009 l'assemblea aprovà que passessin a ser de sis, essent Sandro Rosell, escollit el juny de 2010, el primer president a gaudir d'aquest període més llarg de 6 anys al càrrec, amb la possibilitat de presentar-se a una reelecció.
El 20 de juliol de 2006, el jutge Roberto García Cendrers va dictar una sentència en la qual obligava a la directiva del president Joan Laporta a convocar eleccions de manera immediata, segons reclamava el soci de l'entitat Joan March Torné, ja que així ho recollien els estatuts del club. Joan Laporta va interpretar que les eleccions havien de celebrar-se en el 2007 en complir, segons ell, els 4 anys de mandat. L'error d'un any de diferència provenia en què l'actual directiva va iniciar el seu primer mandat el 22 de juny de 2003, data que suposava iniciar el mandat abans de produir el tancament de l'exercici econòmic de la temporada 2002 -03, de manera que el soci demandant apuntava que la junta de Laporta va haver de cessar el 30 de juny de 2006, ja que els vuit dies previs al tancament van haver de comptar com un any de mandat.

## Junta directiva
El president escull els membres de la Junta directiva, que són ratificats per una assemblea de "socis compromissaris": 300 socis majors de 18 anys elegits per sorteig i que, durant un període de dos anys, participen en les assemblees anuals de socis, amb veu i vot, en representació de tots els socis del club.
Segons els estatuts del club, la Junta Directiva ha d'estar formada per un mínim de catorze membres i un màxim de vint-i-un. Tots els càrrecs, inclosa la presidència, són honoraris i sense retribució econòmica.
Segons l'actual llei de l'esport, tots els directius han de presentar avals econòmics per un valor del 15 per cent del pressupost anual del club. Aquest fet, legislat amb l'ànim de garantir la salut econòmica del club davant una hipotètica mala gestió de la directiva, és criticat per bona part dels socis, que veuen un impediment econòmic al principi estatutari del club, segons el qual qualsevol el soci té dret a presentar la seva candidatura a la presidència.
La Junta Directiva inicial, constituïda a 19 de març de 2021, està formada pels directius següents:
| Càrrec                                      | Càrrec                                      | Nom                         |
| ------------------------------------------- | ------------------------------------------- | --------------------------- |
| President                                   | President                                   | Joan Laporta i Estruch      |
| Vicepresident primer. Àrea esportiva        | Vicepresident primer. Àrea esportiva        | Rafael Yuste i Abel         |
| Vicepresidenta. Àrea Institucional          | Vicepresidenta. Àrea Institucional          | Maria Elena Fort i Cisneros |
| Vicepresident. Àrea econòmica               | Vicepresident. Àrea econòmica               | Eduard Romeu i Barceló      |
| Vicepresident. Àrea Social                  | Vicepresident. Àrea Social                  | Antoni Escudero i Martínez  |
| Vicepresident. Àrea de Màrqueting           | Vicepresident. Àrea de Màrqueting           | Juli Guiu i Marquina        |
| Secretari. Directiu responsable del bàsquet | Secretari. Directiu responsable del bàsquet | Josep Cubells i Ribé        |
| Tresorer                                    | Tresorer                                    | Ferran Olivé i Cànovas      |
| Vocal.                                      | Directiu adjunt al Conseller Delegat        | Josep Maria Albert i Turcó  |
| Vocal.                                      | Directiu responsable de l'hoquei            | Xavier Barbany i Canaleta   |
| Vocal.                                      | Portaveu adjunt de la Junta Directiva       | Miquel Camps i Font         |
| Vocal.                                      | Directiu responsable de Seguretat           | Alfons Castro i Sousa       |
| Vocal.                                      | Directiu responsable de l'Àrea Social       | Josep Ignasi Macià i Gou    |
| Vocal.                                      | Directiu responsable del futbol sala        | Aureli Mas i Raldiris       |
| Vocal.                                      | Directiu responsable del futbol femení      | Xavier Pugi i Hernández     |
| Vocal.                                      | Àngel Riudalbas i Codina                    |                             |
| Vocal.                                      | Directiu responsable de l'handbol           | Joan Solé i Sust            |
| Vocal.                                      | Directiu responsable del futbol formatiu    | Joan Soler i Ferré          |

## Eleccions a la presidència
El primer procés electoral a la presidència del FC Barcelona es realitzà l'any 1953. Des d'aleshores s'han realitzat eleccions en onze ocasions. Els anys 1981, 1985, 1993 no hi hagué eleccions perquè Josep Lluís Núñez era l'únic candidat. El mateix succeí el 2006 quan Joan Laporta fou reelegit sense oposició.

### I eleccions
Eleccions celebrades el 15 de novembre de 1953, per sufragi directe (només els socis homes).
| Candidat           | Vots  | %     |
| ------------------ | ----- | ----- |
| Francesc Miró-Sans | 8.771 | 50,8% |
| Amat Casajuana     | 8.470 | 49,1% |

### II eleccions
Eleccions celebrades el 7 de gener de 1958, per sufragi indirecte (compromissaris).
| Candidat           | Vots | %     |
| ------------------ | ---- | ----- |
| Francesc Miró-Sans | 158  | 74,1% |
| Amat Casajuana     | 55   | 25,8% |

### III eleccions
Eleccions celebrades el 7 de juny de 1961, per sufragi indirecte (compromissaris).
| Candidat      | Vots | %     |
| ------------- | ---- | ----- |
| Enric Llaudet | 122  | 55,4% |
| Jaume Fuset   | 98   | 44,5% |

### IV eleccions
Eleccions celebrades el 15 de maig de 1965, per sufragi indirecte (compromissaris).
| Candidat             | Vots | %     |
| -------------------- | ---- | ----- |
| Enric Llaudet        | 164  | 82,4% |
| Josep Maria Vendrell | 35   | 17,5% |

### V eleccions
Eleccions celebrades el 18 de desembre de 1969, per sufragi indirecte (compromissaris).
| Candidat              | Vots | %     |
| --------------------- | ---- | ----- |
| Agustí Montal i Costa | 126  | 52,9% |
| Pere Baret            | 112  | 47,1% |

### VI eleccions
Eleccions celebrades el 18 de desembre de 1973, per sufragi indirecte (compromissaris).
| Candidat              | Vots | %     |
| --------------------- | ---- | ----- |
| Agustí Montal i Costa | 902  | 72,6% |
| Lluís Casacuberta     | 340  | 27,3% |

### VII eleccions
Eleccions celebrades el 6 de maig de 1978, per sufragi universal directe. Participació del 48,6% dels socis amb dret a vot.
| Candidat          | Vots   | %     |
| ----------------- | ------ | ----- |
| Josep Lluís Núñez | 10.352 | 39,7% |
| Ferran Ariño      | 9.527  | 36,6% |
| Nicolau Casaus    | 6.202  | 23,8% |

### VIII eleccions
Eleccions celebrades l'1 d'abril de 1989, per sufragi universal directe. Participació del 46,9% dels socis amb dret a vot.
| Candidat          | Vots   | %     |
| ----------------- | ------ | ----- |
| Josep Lluís Núñez | 25.441 | 59,1% |
| Sixte Cambra      | 17.609 | 40,9% |

### IX eleccions
Eleccions celebrades el 27 de juliol de 1997, per sufragi universal directe.
| Candidat          | Vots   | %     |
| ----------------- | ------ | ----- |
| Josep Lluís Núñez | 24.025 | 76,3% |
| Ángel Fernández   | 5.209  | 17,5% |

### X eleccions
Celebrades el 23 de juliol de 2000, per la dimissió de Josep Lluís Núñez. Sufragi universal directe amb la participació del 49,34% dels socis amb dret de vot.
| Candidat     | Vots   | %      |
| ------------ | ------ | ------ |
| Joan Gaspart | 25.181 | 54,87% |
| Lluís Bassat | 19.791 | 43,13% |

### XI eleccions
Celebrades el 15 de juny de 2003, per sufragi universal directe. Amb sis candidats foren les eleccions amb més participació de la història del Club, votaren 50.745 dels 94.339 socis amb dret a vot (53,79%) i Joan Laporta va guanyar amb el nombre de vots més alt de la història de l'entitat blaugrana.
| Candidat              | Vots   | %      |
| --------------------- | ------ | ------ |
| Joan Laporta          | 27.138 | 52,57% |
| Lluís Bassat          | 16.412 | 31,80% |
| Jordi Majó            | 2.490  | 4,82%  |
| Josep Martínez-Rovira | 2.388  | 4,63%  |
| Josep Maria Minguella | 1.867  | 4,63%  |
| Jaume Llauradó        | 987    | 4,63%  |
| Nuls / En blanc       | 336    | 0%     |

### XII eleccions
Es realitzaren el dia 13 de juny de 2010 per sufragi universal directe, i el president Joan Laporta no pogué tornar a presentar-se com candidat, ja que havia complert el límit de dos mandats consecutius, període màxim segons els estatuts vigents de l'entitat. Una vegada validades les firmes d'aval presentades pels precandidats. n'hi hagué 4 que passaren el tall per poder presentar-se a les eleccions. Sandro Rosell guanyà les eleccions i els resultats finals que obtingueren els 4 candidats varen ser:
| Candidat        | Vots   | %      |
| --------------- | ------ | ------ |
| Sandro Rosell   | 35.021 | 61,35% |
| Agustí Benedito | 8.044  | 14,09% |
| Marc Ingla      | 7.014  | 12,29% |
| Jaume Ferrer    | 6.168  | 10,80% |
| Nuls / En blanc | 841    | 1,47%  |

### XIII eleccions
Es realitzaren el dia 18 de juliol de 2015. Amb una participació de 47.270 socis (43,12% del cens), Josep Maria Bartomeu va obtenir 25.823 vots (54,63%) i va guanyar les eleccions, Joan Laporta 15.615 vots (33,03%), i finalment Agustí Benedito 3.386 vots (7,16%) i Toni Freixa 1.750 vots (3,70%).
| Nom                  | Vots   | %      |
| -------------------- | ------ | ------ |
| Josep Maria Bartomeu | 25.823 | 54,63% |
| Joan Laporta         | 15.615 | 33,03% |
| Agustí Benedito      | 3.386  | 7,16%  |
| Toni Freixa          | 1.750  | 3,70%  |
| Vots en blanc        | 506    | 1,07%  |
| Vots nuls            | 190    | 0,4%   |

### XIV eleccions
Es van fer el 7 de març de 2021, per la dimissió de Josep Maria Bartomeu i la seva junta i després d'haver estat posposades per la pandèmia de COVID-19. Per primer cop, es va poder votar prèviament per correu postal i de manera descentralitzada en sis seus electorals: Camp Nou (Barcelona), Girona, Tarragona, Tortosa, Lleida i Andorra la Vella.
| Candidat      | Vots   | %      |
| ------------- | ------ | ------ |
| Joan Laporta  | 30.184 | 54,28% |
| Víctor Font   | 16.679 | 29,99% |
| Toni Freixa   | 4.769  | 8,58%  |
| Vots en blanc | 351    | 0,63%  |
| Vots nuls     | 3.628  | 6,52%  |

## Llista de presidents del FC Barcelona
La llista completa de presidents del FC Barcelona és la següent:
- 29-11-1899: Walter Wild
- 25-04-1901: Bartomeu Terradas i Brutau
- 05-09-1902: Paul Haas
- 17-09-1903: Arthur Witty Cotton
- 06-10-1905: Josep Soler
- 06-10-1906: Juli Marial i Mundet
- 11-11-1908: Vicenç Reig
- 02-12-1908: Hans-Max Gamper Haessing
- 14-10-1909: Otto Gmeling
- 17-11-1910: Hans-Max Gamper Haessing
- 30-06-1913: Francesc de Moxó i de Sentmenat
- 30-06-1914: Àlvar Presta i Torns
- 29-09-1914: Joaquim Peris de Vargas (president interí)
- 29-06-1915: Rafael Llopart i Vidaud
- 25-06-1916: Gaspar Rosés i Arús
- 17-06-1917: Hans-Max Gamper Haessing
- 19-06-1919: Ricard Graells i Miró. Vicepresidents: Jaume Baladia i Artur Matas[11]
- 27-06-1920: Gaspar Rosés i Arús
- 17-07-1921: Hans-Max Gamper Haessing
- 29-06-1923: Enric Cardona i Panella
- 01-06-1924: Hans-Max Gamper Haessing
- 16-06-1925: Joan Coma i Sarasols (president interí)
- 17-12-1925: Arcadi Balaguer i Costa
- 26-03-1929: Tomàs Rosés i Ibbotson
- 30-06-1930: Gaspar Rosés i Arús
- 22-10-1931: Antoni Oliver i Gras
- 20-12-1931: Joan Coma i Sarasols
- 16-07-1934: Esteve Sala i Canyadell
- 27-07-1935: Josep Sunyol i Garriga

- 15-08-1936: Comissió gestora integrada per Francesc X. Casals, Paulí Carbonell i Agustí Bó
- 06-05-1939: Comissió gestora presidida per Joan Soler i Julià

- 13-03-1940: Enrique Piñeyro Queralt
- 10-07-1942: Josep Vidal-Ribas i Güell (president interí)
- 13-08-1942: Enrique Piñeyro Queralt
- 20-08-1943: Josep Antoni d'Albert i Muntadas (president interí)
- 20-09-1943: Josep Vendrell i Ferrer
- 20-09-1946: Agustí Montal i Galobart
- 16-07-1952: Enric Martí i Carreto
- 22-12-1953: Francesc Miró-Sans i Casacuberta
- 01-03-1961: Antoni Julià de Capmany (president interí)
- 07-06-1961: Enric Llaudet i Ponsa
- 17-01-1968: Narcís de Carreras i Guiteras
- 18-12-1969: Agustí Montal i Costa
- 18-12-1977: Raimon Carrasco i Azemar (president interí)
- 01-07-1978: Josep Lluís Núñez i Clemente
- 23-07-2000: Joan Gaspart i Solves
- 12-02-2003: Enric Reyna i Martínez (president interí)

- 06-05-2003: Comissió gestora presidida per Joan Trayter i Garcia

- 15-06-2003: Joan Laporta i Estruch

- 26-07-2006: Comissió gestora presidida per Xavier Sala i Martín

- 22-08-2006: Joan Laporta i Estruch
- 01-07-2010: Sandro Rosell i Feliu
- 23-01-2014: Josep Maria Bartomeu i Floreta

- 11-06-2015: Comissió gestora presidida per Ramon Adell

- 18-07-2015: Josep Maria Bartomeu i Floreta

- 27-10-2020: Comissió gestora presidida per Carles Tusquets Trias de Bes

- 07-03-2021: Joan Laporta i Estruch

## Presidents amb més anys de mandat

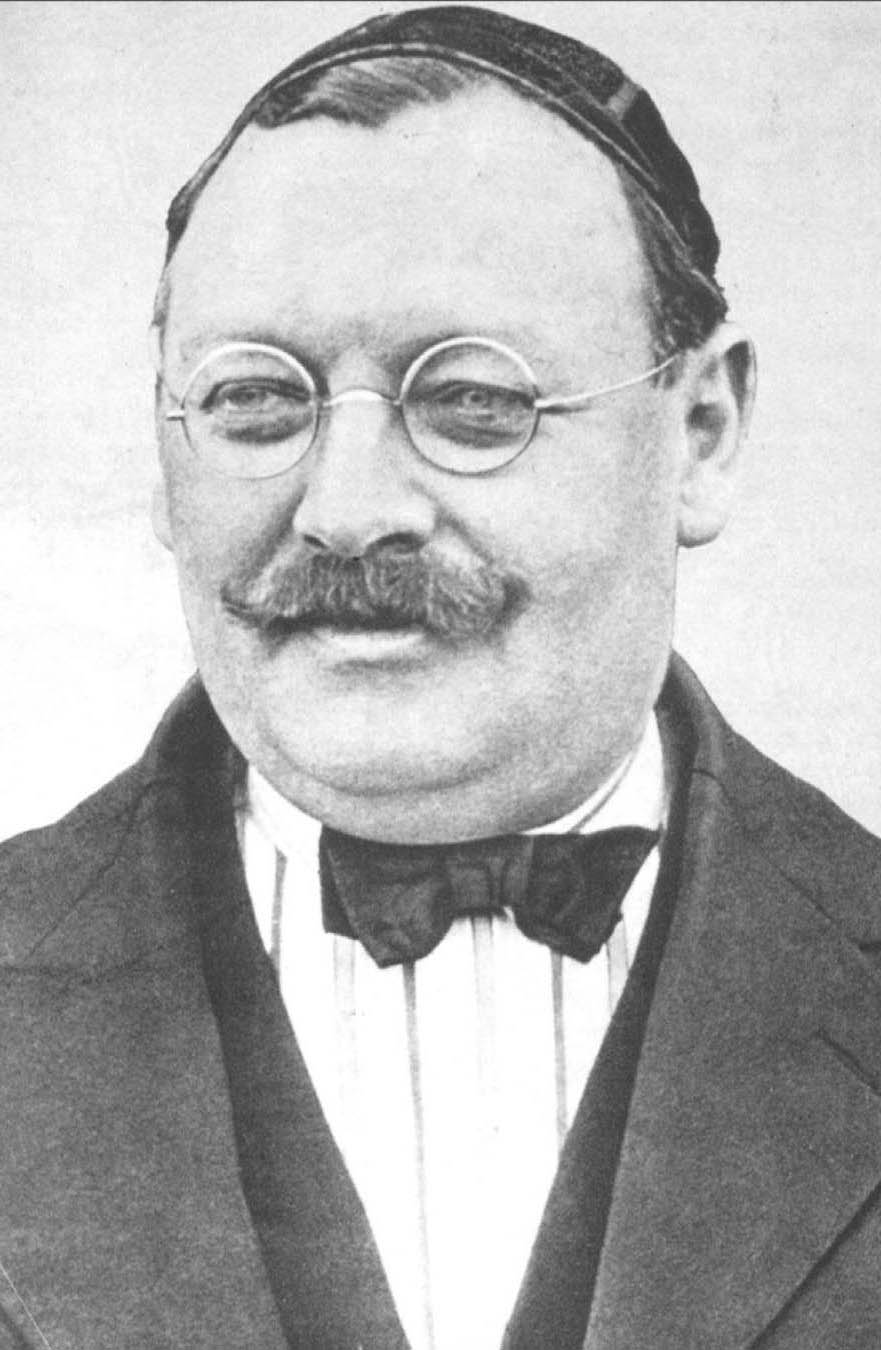
Hans Gamper, president en cinc etapes diferents.

- Josep Lluís Núñez i Clemente. 01-07-1978-23-07-2000: 22 anys i 22 dies.
- Joan Laporta i Estruch. President en dos períodes diferents, encara en exercici. Total: 11 anys, 84 dies
  - Del 15-06-2003 al 01-07-2010: 7 anys i 15 dies.
  - Del 07-03-2021 a l'actualitat: 4 anys, 69 dies
- Hans Gamper. President en cinc períodes diferents, sumant un total de 8 anys i 4 mesos.
  - Del 02-12-1908 al 14-10-1909: 8 mesos i 12 dies.
  - Del 17-11-1910 al 30-06-1913: 2 anys, 7 mesos i 13 dies.
  - Del 17-06-1917 al 19-06-1919: 2 anys i 2 dies.
  - Del 17-07-1921 al 29-06-1923: 1 any, 11 mesos i 18 dies.
  - Del 01-06-1924 al 16-06-1925: 1 any i 15 dies.
- Agustí Montal i Costa. Del 18-12-1969 al 18-12-1977: 8 anys.
- Francesc Miró-Sans. Del 22-12-1953 al 28-02-1961: 7 anys, 3 mesos i 6 dies.
- Agustí Montal i Galobart. Del 20-09-1946 al 16-07-1952: 6 anys, 7 mesos i 4 dies.